# Georges Wrangell
Georges Baron Wrangell (* 2. Januar 1866 in Ruil, Estland; † 23. März 1927 in Dorpat) war ein Historiker, Jurist sowie estländisch-ritterschaftlicher Archivar und Genealoge.

## Leben
Nach dem Besuch der Ritter- und Domschule zu Reval studierte Wrangell von 1885 bis 1889 Rechtswissenschaft und Nationalökonomie an der Kaiserlichen Universität Dorpat. Von 1891 bis 1893 arbeitete er am Gericht in Warschau, von 1893 bis 1896 war er Rechtsanwalt in Werro. 1896 wurde er Rechnungsführer der estländischen Adligen Güterkreditkasse. Von 1905 bis 1911 war er am estländischen Konsistorium tätig, von 1911 bis 1912 Genealoge und von 1914 bis 1920 Sekretär der Matrikelkommission der estländischen Ritterschaft. Seit 1920 leitete er das Estländische Ritterschaftsarchiv in Reval bzw. (seit 1923) in Dorpat.

## Schriften
- (Hrsg.): Mit Graf Pahlens Reiterei gegen Napoleon. Denkwürdigkeiten d. russ. Generals Eduard von Löwenstern, (1790–1837). Mittler, Berlin 1910 (Nachdruck: Zörb, Hamburg 1999, ISBN 3-931482-08-1).
- Eduard von Löwenstern und die Dekabristen, Gebrüder Murajew-Apostol. In: Baltische Monatsschrift, Bd. 53 (1911), S. 192–205.
- (Bearb.): Genealogie der zur Estländischen Adelsmatrikel gehörenden Linien der Familie von Krusenstiern. Reval 1911.
- Baltische Offiziere im Feldzuge von 1812. Reval 1912.
- (Bearb.): Genealogie des Geschlechts der Grünewaldt. Reval 1913.
- Die harrisch-wierische Ritterschaft und andere historische Aufsätze. Kluge, Reval 1914.
- Eine neue Quelle zur Geschichte der Belagerung und Schlacht von Narva i.J. 1700. In: Beiträge zur Kunde Estlands, Bd. 10 (1924), S. 9–15.
- Geschichte der Wrangel zur dänischen und Ordenszeit. Zwei Bände. Starke, Görlitz 1926/1936.
- (mit Friedrich Amelung): Geschichte der Revaler Schwarzenhäupter. Ein Beitrag zur Geschichte des deutschen Kaufmanns im Osten. Wassermann, Reval 1930.